# Thelem Universitätsverlag
Der Thelem Universitätsverlag ist ein kultur- und geisteswissenschaftlich orientierter Verlag mit Sitz in Dresden. Gegliedert in zwei übergeordnete Imprints (THELEM, TUDpress) erscheinen ausgewählte Werke, Editionen und Beiträge zu aktuellen Themen sowie Titel mit explizitem Bezug zur Stadt Dresden und ihrer Kultur. Mit der 2022 ins Leben gerufenen Imprint-Reihe fortfolgendes (ff) wird neuen, regionalen Autoren aus der Peripherie der Aufmerksamkeitsökonomie Raum zur literarischen Entfaltung gegeben. 

## Geschichte
Der Verlag wurde 1993 gegründet. Insbesondere durch Anregungen seitens der Technischen Universität Dresden kann der Verlag ein Fächerspektrum bis zu den MINT-Fächern aufweisen.

## „fortfolgendes“
„fortfolgendes“ ist ein Imprint, um Literatur Raum zu bieten, die nicht im Zentrum des Literaturbetriebs stehen muss und möchte. Somit erscheinen in diesem Imprint mitunter Texte mit außergewöhnlichem Stil oder unkonventionellem Umgang mit zeitgenössischen Themen. Darüber hinaus werden mit „fortfolgendes“ Werke unterschiedlicher Textsorten publiziert, sodass sie Romane, Gedichtbände und Kurzgeschichten umfasst. Die Reihe finanziert sich insbesondere über Crowdfunding-Kampagnen. Zu den bisherigen Autoren und Autorinnen gehören Friedrich Schollmeyer, Tim Preuß, Liis Kasepha, Jan Schaldach, Simone Hieber und Wolfgang Melzer. Im Herbst 2024 erscheint die nächste Reihe mit drei neuen Autoren.

## TUD Press
Unter TUD Press werden wissenschaftliche Beiträge publiziert. Das Spektrum an Themen und Disziplinen ist weitläufig und umfasst Architektur und Design, Geisteswissenschaften, Ingenieurswesen und Technik, Jura, Wirtschaft und Sozialwissenschaften, Naturwissenschaften sowie Lehrbücher und Didaktiken. 

## Reihen bei THELEM
Der Verlag veröffentlicht zahlreiche Schriftenreihen zu Architektur, Kunst und Design, Literatur- und Kulturwissenschaft, Mitteleuropa, Philosophie und Ethik, Politikwissenschaft und Soziologie und Volkskunde und Geschichte. Dazu zählen die Berichte der Koldewey-Gesellschaft, Building America, die Kleine slavische Bibliothek, Arbeiten zur Neueren Deutschen Literatur, die Walzel-Schriften, die Tieck-Studiendie Mitteleuropa-Bibliothek, Silesica, die Dresdner Hefte für Philosophien das Jahrbuch für Didaktik der Philosophie und Ethik.